# Ragnar Östberg
Ragnar Östberg (14. juli 1866 i Stockholm – 5. februar 1945 smst.) var en svensk arkitekt, kunstner og møbelformgiver, der var professor i arkitektur ved Kungliga Konsthögskolans arkitektskole fra 1922 til 1932. Östberg blev kendt som en af de førende svenske arkitekter i begyndelsen af 1900-tallet og var blandt andet den skabende kraft bag Stockholms stadshus. 
Östberg var oprindeligt handelsuddannet, men læste i årene 1884-91 arkitektur ved Kungliga Tekniska Högskolan og Konstakademien. Som stipendiat foretog han en længere studierejse på cykel rundt i England, Frankrig, Italien og Grækenland fra 1896 til 1899. 
Han blev en central skikkelse i den svenske nationalromantiske bevægelse og var meget optaget af den regionale og traditionelle svenske arkitektur. Hans hovedværk er Stockholms Stadshus, der er blevet kaldt "et digt i mursten". Blandt andre byggerier er en række villaer i Stockholm og omegn, først og fremmest i bydelene Djurgården og Djursholm. Et eksempel er Nedre Manilla, der blev bygget til Bonnier-familien. Efter sit professorat fik han kun opført et mindre antal bygninger. Blandt hans senere værker kan anføres Sjöhistoriska Museet i Stockholm, opført 1938 i klassicistisk stil. 
Ragnar Östberg var medlem af Royal Academy.